# کویین بی (جامعه‌شناسی)
یک کویین بی (به انگلیسی: queen bee)، در فارسی زنبور ملکه، یک مؤنث است که رهبری یک دارودسته متشکل از زنان را عهده دارد. این عبارت در چندین اصطلاح اجتماعی به کار رفته‌است.

## مدارس
یک کویین بی در محیط مدرسه گاهی اوقات برای اشاره به یک دیوا مدرسه یا شاهزاده مدرسه استفاده می‌شود. کویین بی‌ها اغلب در رسانه‌ها با ویژگی‌هایی چون زیبایی، کاریزما، فریبنده و ثروتمند دارای موقعیت اجتماعی بالا، مانند هلهله‌چی (یا کاپیتان در یک تیم ورزشی کاملاً دخترانه) در قالب یک کلیشه قرار می‌گیرند. پدیده زنبورهای ملکه در مقطع فارق‌تحصیلی معمول است.
کویین بی ممکن است نفوذ و قدرت قابل توجهی بر دارودسته خود داشته باشد و توسط افراد بیرون از گروه الگو محسوب شوند و اقداماتشان رصد و تقلید گردد. سوسانا ترن ویژگی‌های زیر را به عنوان مشخصه کویین بی‌ها معرفی می‌کند:
- داشتن عزت نفس بیش از حد بالا، که ممکن است به تکبر ختم شود.
- بیش از حد پرخاشگر، خودخواه ،اغواگر و با اعتماد به نفس
- رفتار قلدرمابانه یا سایکوپاتی
- ثروتمند بودن و / یا لوس
- جذاب، محبوب، با استعداد، ثروتمند یا ممتاز
- مورد حسادت/نفرت/تحسین همسالانشان هستند (عمدتاً همسالان زن)